# Schiller (Musikprojekt)
Schiller ist ein Pop- und Ambient-Musikprojekt. Es wurde nach dem deutschen Dichter Friedrich Schiller benannt.

## Projekte und Konzerte
1998 wurde „Schiller“ in Hamburg von Christopher von Deylen und Mirko von Schlieffen als Club-orientiertes Musikprojekt ins Leben gerufen. Die erste Single hieß Das Glockenspiel.
Bereits seit dem Debütalbum Zeitgeist lässt sich der Stil als sanftere, melodiebetonte elektronische Musik beschreiben, die von bekannten Synchronsprechern (Benjamin Völz, Franziska Pigulla, Otto Sander, Hans Paetsch und Oliver Rohrbeck) untermalt wird. Die Eindrücke einer Reise von London nach Peking im Jahr 2000 verarbeitete von Deylen in seinem Album Weltreise, das Platz 1 der nationalen Musikcharts erreichte. Dazu gehörte auch das Stück Dream of You mit Peter Heppner von Wolfsheim.
2002 zog von Deylen nach Berlin und richtete in Friedrichshain ein neues Studio ein. Im Juli 2003 trennten sich von Deylen und von Schlieffen, seither führt von Deylen das Projekt Schiller allein weiter. Noch im selben Jahr erschien das dritte Schiller-Album Leben. Zu den Gastmusikern des Albums gehörten erneut Peter Heppner, aber auch Anke Hachfeld (Milù), Kim Sanders und Alexander Veljanov von Deine Lakaien. Stargast war Sarah Brightman, die den Gesang von The Smile beisteuerte. Der von ihr gesungene Titel wurde bei einem Schiller-Konzert in der Berliner Kulturbrauerei live aufgeführt und auf Video aufgezeichnet. Begleitet wurde das Album Leben von einer zweiteiligen Tournee Live erLeben, der ersten Tournee seit Bestehen des Projekts. Christopher von Deylen wurde von einer Band mit Gary Wallis an den Drums, Mickey Meinert an der Gitarre, Tissy Thiers am Bass und Christoph Papendieck am Synthesizer begleitet.
Seit 2004 arbeitet von Deylen zusammen mit Harald Blüchel als „Blüchel und von Deylen“, die im selben Jahr zwei Alben produzierten: Bi Polar, eine Symbiose aus moderner Klassik und elektronischen Klängen, und Mare Stellaris, das aufgrund einer Anfrage des deutschen Nachrichtenmagazins Stern für einen Soundtrack zu einer Dokumentation über das Weltall erschien.
2005 erschien das vierte Schiller-Album Tag und Nacht mit den Gastmusikern Kim Sanders, Jette von Roth, Moya Brennan, Tarja Turunen, Gary Wallis und Thomas D. Besonderer Gast war Mike Oldfield an der Gitarre.
Monumente Publikationen, der Verlag der Deutschen Stiftung Denkmalschutz, veröffentlichte im November 2005 unter dem Titel Eine Zukunft für den Michel eine neue CD Schillers in Zusammenarbeit mit Moya Brennan. Der Reinerlös dieser CD dient der Bewahrung von Kirchen vor dem Verfall, u. a. der St.-Michaelis-Kirche.
Vom 27. April 2006 bis zum 13. Mai 2006 fand die zweite Tournee mit Ralf Gustke und Christian Kretschmar als Neuzugängen statt sowie Cliff Hewitt am elektronischen Schlagzeug. Gäste waren Kim Sanders und Peter Heppner. Neue Live-Gäste waren Jette von Roth und Thomas D.

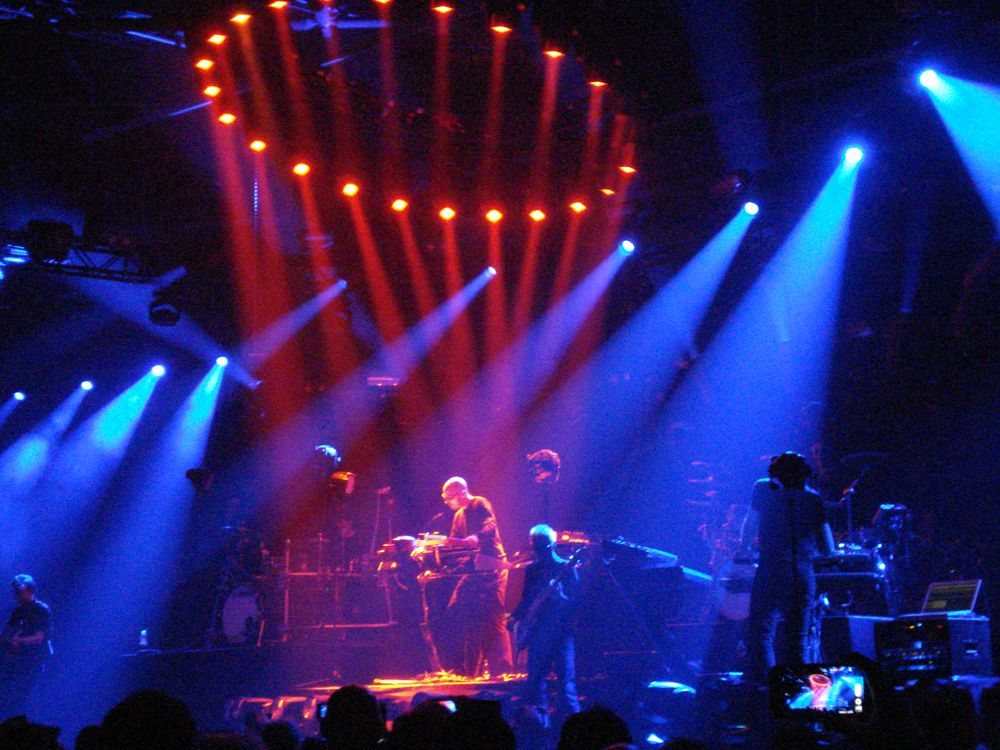
Schiller live (Sonne) in Düsseldorf, 2012

Am 27. Mai 2006 gab es in Berlin am Bebelplatz zum 150. Todestag Heinrich Heines ein gemeinsames Konzert von Schiller zusammen mit dem Filmorchester Babelsberg. Zu diesem Anlass hatte Christopher von Deylen zwei neue Lieder komponiert, zu denen Jette von Roth Texte von Heinrich Heine zitierte. Am 1. August 2006 spielte Schiller vor 25.000 Zuschauern in Athen auf einem Open-Air-Festival zusammen mit der Band Depeche Mode. Am 14. September desselben Jahres folgte ein Auftritt im Fairmont Hotel in Dubai. Zu diesem Auftritt wurde Christopher von Deylen von seiner Live-Band begleitet, Gäste waren Kim Sanders, Jette von Roth und Peter Heppner.

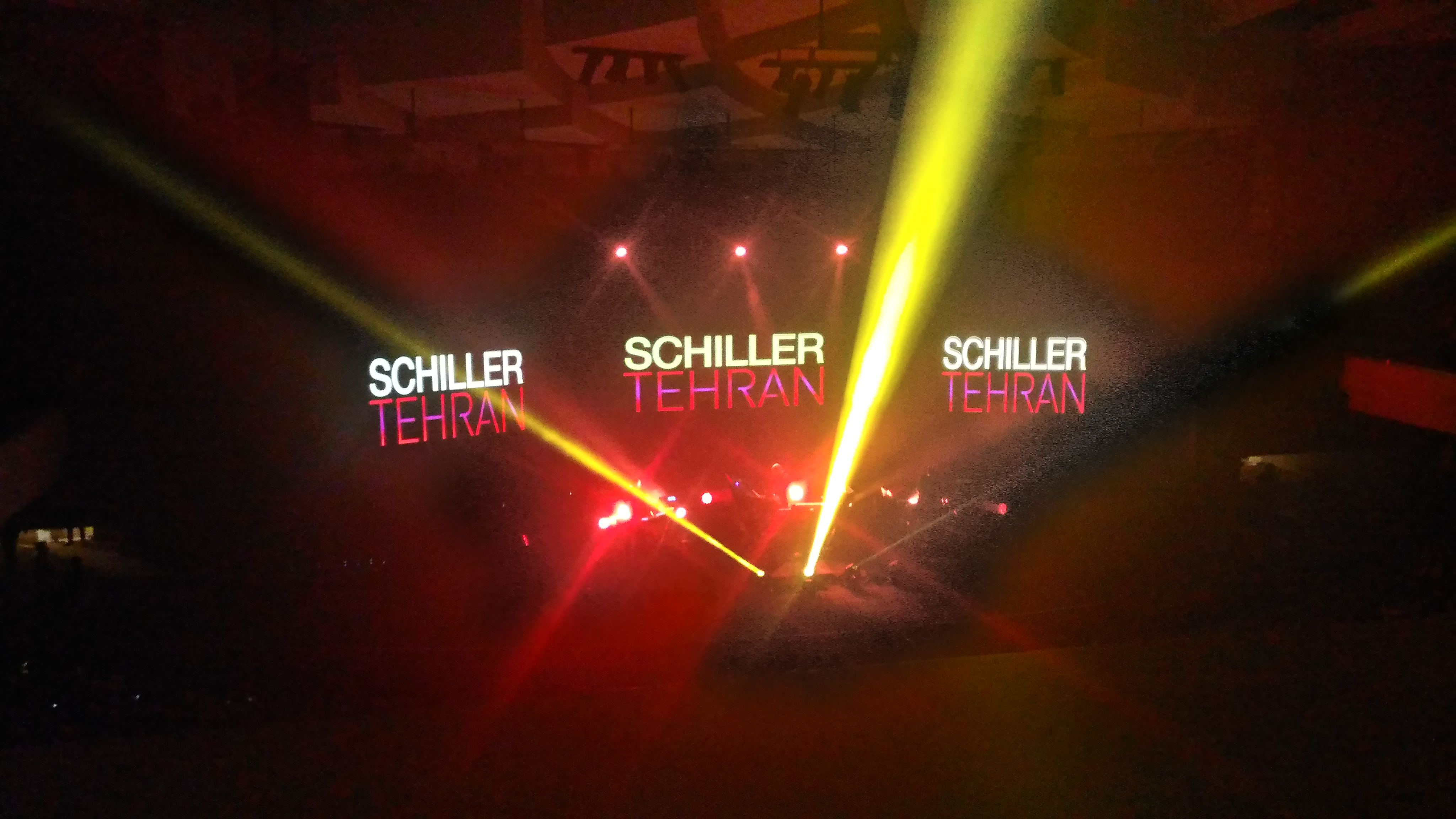
Schiller live in Teheran, 2017

November 2006 erschien eine Live-DVD der Tag und Nacht-Tour mit dem Titel Tagtraum, die neben einem 120-minütigen Konzertmitschnitt noch fünf neue Titel, eine Dokumentation über den Auftritt in Athen sowie diverse Musikvideos aus dem Album Tag und Nacht enthält.
Weitere Konzerte fanden zwischen April und Juli 2007 in Europa statt, unter anderem in Tirana und Kiew, hier auf Einladung des Goethe-Institutes.
2008 erschien das fünfte Studioalbum mit dem Titel Sehnsucht. Das Album umfasst rund 30 Titel und hat neben Jette von Roth und Kim Sanders mehrere neue Gastkünstler wie Xavier Naidoo, Klaus Schulze, Ben Becker, Anna Maria Mühe, Ana Torroja (Ex-Mecano), Despina Vandi, Isis Gee, Jaël und weitere Interpreten. In Deutschland erreichte es Anfang März Platz 1 der Albumcharts.
Zusammen mit dem chinesischen Pianisten Lang Lang produzierte Christopher von Deylen den Titel Time for Dreams, der auf Langs neuem Album erschien. Beide spielten den Titel erstmals live auf der Bregenzer Seebühne im Juni 2008. Der Titel wurde vor allem als Erkennungsmelodie während der ZDF-Berichterstattung bei den Olympischen Sommerspielen 2008 bekannt.
Mitte 2008 arbeitete von Deylen mit der amerikanischen Sängerin Colbie Caillat zusammen und produzierte mit ihr die Single You, welche auf der vierten Variante des Schiller-Albums Sehnsucht erschien und zusätzlich als Single veröffentlicht wurde.
Im sechsten Studioalbum Atemlos (2010) verarbeitete von Deylen Eindrücke aus einer Reise in die Arktis. So entstand beispielsweise der Song Polarstern, der nach dem Forschungsschiff, auf dem er unterwegs war, benannt wurde. Musikalische Gäste sind unter anderen Lenka, Midge Ure, Kate Havnevik und Jaki Liebezeit.
2012 erschien die gemeinsame Single Sonne mit Unheilig sowie das gleichnamige siebte Studioalbum Sonne. 2013 wurde das Album Opus veröffentlicht, bei dem neben dem deutschen Oboisten Albrecht Mayer die französische Pianistin Hélène Grimaud sowie die russische Opernsängerin Anna Netrebko mitwirken.
Das neunte Album Future erreichte 2016 in Deutschland Platz 1. Später im Jahr erschien das Best-of-Album Zeitreise, sowie das Live-Album Zeitreise Live. Das zehnte Album des Musikprojekts, Morgenstund erschien 2019. Der Titelsong wurde von Nena eingesungen. Zudem war Schiller 2019 bei der „Es werde Licht“-Arena-Tournee zu sehen, bei der er u. a. vom Sänger und Songwriter Roland Meyer de Voltaire (alias SCHWARZ) begleitet wurde.
Im Februar 2021 erfolgte die Premiere des Alphaville-Reedits Summer in Berlin, für das auch ein Musikvideo mit Lea Drinda produziert wurde. Das gleichnamige Doppelalbum besteht aus einem neuen Studioalbum, sowie einer CD mit Aufnahmen der Es werde Licht-Tour 2019, die in Berlin mitgeschnitten wurden.
Im März 2023 erschien das Album Illuminate mit einer gleichnamigen Tour im Mai 2023.

## Diskografie
Studioalben

| Jahr | Titel                                                             | Höchstplatzierung, Gesamtwochen, AuszeichnungChartplatzierungen (Jahr, Titel, Platzierungen, Wochen, Auszeichnungen, Anmerkungen) | Höchstplatzierung, Gesamtwochen, AuszeichnungChartplatzierungen (Jahr, Titel, Platzierungen, Wochen, Auszeichnungen, Anmerkungen) | Höchstplatzierung, Gesamtwochen, AuszeichnungChartplatzierungen (Jahr, Titel, Platzierungen, Wochen, Auszeichnungen, Anmerkungen) | Höchstplatzierung, Gesamtwochen, AuszeichnungChartplatzierungen (Jahr, Titel, Platzierungen, Wochen, Auszeichnungen, Anmerkungen) | Anmerkungen                                                                      |
| Jahr | Titel                                                             | DE | AT | CH | UK | Anmerkungen                                                                      |
| ---- | ----------------------------------------------------------------- | --- | --- | --- | --- | -------------------------------------------------------------------------------- |
| 1999 | Zeitgeist                                                         | DE22 (11 Wo.)DE | — | — | — | Erstveröffentlichung: 16. August 1999                                            |
| 2001 | Weltreise auch bekannt als: Voyage (Englische Version)            | DE1 Platin · (21 Wo.)DE | — | CH26 (9 Wo.)CH | — | Erstveröffentlichung: 29. Juli 2001 Verkäufe: + 300.000                          |
| 2003 | Leben auch bekannt als: Life (Englische Version)                  | DE7 Platin · (26 Wo.)DE | — | CH59 (3 Wo.)CH | — | Erstveröffentlichung: 12. Oktober 2003 Verkäufe: + 200.000                       |
| 2005 | Tag und Nacht auch bekannt als: Day and Night (Englische Version) | DE5 Gold · (12 Wo.)DE | — | CH58 (2 Wo.)CH | — | Erstveröffentlichung: 28. Oktober 2005 Verkäufe: + 100.000                       |
| 2008 | Sehnsucht auch bekannt als: Desire (Englische Version)            | DE1 Platin · (50 Wo.)DE | AT25 (5 Wo.)AT | CH21 (6 Wo.)CH | — | Erstveröffentlichung: 22. Februar 2008 Verkäufe: + 200.000                       |
| 2010 | Atemlos auch bekannt als: Breathless (Englische Version)          | DE2 Platin · (40 Wo.)DE | AT29 (2 Wo.)AT | CH15 (3 Wo.)CH | — | Erstveröffentlichung: 12. März 2010 Verkäufe: + 200.000                          |
| 2012 | Sonne auch bekannt als: Sun (Englische Version)                   | DE1 Gold · (41 Wo.)DE | AT30 (2 Wo.)AT | CH13 (4 Wo.)CH | — | Erstveröffentlichung: 5. Oktober 2012 Verkäufe: + 100.000                        |
| 2013 | Opus                                                              | DE1 Gold · (… Wo.)DE | AT10 (3 Wo.)AT | CH6 (5 Wo.)CH | — | Erstveröffentlichung: 30. August 2013 Verkäufe: + 100.000                        |
| 2016 | Future                                                            | DE1 (16 Wo.)DE | AT20 (1 Wo.)AT | CH14 (3 Wo.)CH | — | Erstveröffentlichung: 26. Februar 2016                                           |
| 2019 | Morgenstund                                                       | DE1 (15 Wo.)DE | AT10 (1 Wo.)AT | CH5 (5 Wo.)CH | — | Erstveröffentlichung: 22. März 2019                                              |
| 2020 | Colors                                                            | DE1 (5 Wo.)DE | AT31 (1 Wo.)AT | CH14 (1 Wo.)CH | — | Erstveröffentlichung: 16. Oktober 2020 als Christopher van Deylen veröffentlicht |
| 2021 | Summer in Berlin                                                  | DE1 (10 Wo.)DE | AT11 (1 Wo.)AT | CH11 (3 Wo.)CH | — | Erstveröffentlichung: 12. Februar 2021                                           |
| 2021 | Epic                                                              | DE3 (10 Wo.)DE | AT13 (1 Wo.)AT | CH10 (1 Wo.)CH | — | Erstveröffentlichung: 12. November 2021                                          |
| 2023 | Illuminate                                                        | DE1 (10 Wo.)DE | AT7 (1 Wo.)AT | CH7 (2 Wo.)CH | — | Erstveröffentlichung: 10. März 2023                                              |

## Auszeichnungen
- Echo Pop
  - 2001: für Dance/ Techno Künstler/ -in oder Gruppe National (zusammen mit Peter Heppner)
  - 2002: für das Album Weltreise
- DVD Champion
  - 2004: in der Kategorie Musik für die DVD Leben